# Sao (hold)
A Sao a Neptunusz tizenegyedik holdja;  22 228 000 km-re kering anyabolygója középpontja körül. 
A Sao egy eléggé elnyújtott, excentrikus pályán forog a Neptunusz körül, emellett kissé megvan billenve a többi hold keringési síkjához képest. Ideiglenes neve S/2002 N 2 volt, a Sao nevet 2007 februárjában kapta.
Sao a görög mitológiában Néreusz tengeri isten és Dórisz ókeanisz gyermeke volt.

## Külső hivatkozások
- Matthew Holman oldala a Neptunuszról és a Holdjairól
- David Jewitt oldala
- Scott Sheppard oldala